# Five/Ma che Five
Five/Ma che Five è un singolo discografico di Five, pupazzo interpretato da Marco Columbro, pubblicato nel 1981.

## I brani
Five era la sigla dei contenitori televisivi per bambini Pomeriggio con Five e Domenica con Five, scritta da Luigi Albertelli, su musica e arrangiamento di Augusto Martelli. Sul lato B è incisa Ma che Five, sigla finale della trasmissione Domenica con Five, scritta da Mario Rasini su musica di Augusto Martelli. 

## Tracce
Lato A
1. Five – 3:25 (testo: Luigi Albertelli – musica: Augusto Martelli)

Durata totale: 3:25
Lato B
1. Ma che Five – 2:47 (testo: Mario Rasini – musica: Augusto Martelli)

Durata totale: 2:47

## Produzione e musicisti

### Produzione
- Alessandra Valeri Manera – Produzione artistica e discografica
- Direzione Creativa e Coordinamento Immagine Mediaset – Grafica

### Musicisti
- Augusto Martelli – Produzione e arrangiamento, direzione orchestra
- Tonino Paolillo – Registrazione e mixaggio al Mondial Sound Studio, Milano
- Orchestra di Augusto Martelli – Esecuzione brani
- Il disco è accreditato all'orchestra di Augusto Martelli.
- Marco Columbro non è accreditato né sulla copertina, né sull'etichetta.